# Binding-Kulturpreis
Der Binding-Kulturpreis (auch Binding Kulturpreis) wird seit 1996 jährlich von der Binding-Kulturstiftung vergeben. Alleiniger Stiftungszweck ist die Vergabe dieses mit 50.000 Euro dotierten Kulturpreises. Mit dieser Auszeichnung will die Stiftung „Künstler oder kulturelle Einrichtungen aus dem Rhein-Main-Gebiet, deren Wirken und Schaffen über die Region hinaus Aufmerksamkeit und Anerkennung gefunden haben“, besonders hervorheben.
Das Stiftungsvermögen in Höhe von 1,5 Millionen DM wurde 1995 aus Anlass des 125-jährigen Bestehens der Frankfurter Binding-Brauerei zur Verfügung gestellt.
Der Preis ist nicht mit dem Binding-Preis für Natur- und Umweltschutz zu verwechseln.

## Preisträger
- 1996 Ensemble Modern
- 1997 Thomas Bayrle, William Cochran und Wolfgang Deichsel
- 1998 Kasper König
- 1999 Künstlerhaus Mousonturm
- 2000 Cäcilien-Chor, Frankfurter Singakademie und Frankfurter Kantorei
- 2001 Stroemfeld Verlag Frankfurt/Basel
- 2002 Die Maler der Quadriga: Karl Otto Götz, Heinz Kreutz, Otto Greis und Bernard Schultze
- 2003 Die Kernmitglieder der Neuen Frankfurter Schule: F. W. Bernstein, Bernd Eilert, Robert Gernhardt, Peter Knorr, Chlodwig Poth, Hans Traxler und F. K. Waechter
- 2004 Hans Günther Bastian und Karl Rarichs
- 2005 Literaturhaus Frankfurt
- 2006 Architekturklasse der Städelschule und Ben van Berkel
- 2007 Michael Quast
- 2008 Heiner Goebbels
- 2009 Freies Deutsches Hochstift mit Goethe-Museum Frankfurt
- 2010 Günther Rühle
- 2011 Willy Praml
- 2012 Atelier Goldstein[1]
- 2013 Heinz Sauer/Michael Wollny[2]
- 2014 Verlag der Autoren[3]
- 2015 Max Hollein
- 2016 Literarischer Verlag Schöffling & Co.
- 2017 Kinothek Asta Nielsen
- 2018 Tigerpalast[4]
- 2019 Frankfurter Kunstverein[5]
- 2020 Junge Deutsche Philharmonie[6]
- 2021 ID_Frankfurt e. V. (Independent Dance and Performance)[7]
- 2022 Anne Imhof[8]
- 2023 Lichter Filmkultur e. V. / Lichter Filmfest Frankfurt International[9]
- 2024 Frankfurt LAB e. V.[10]
- 2025 Heiner Blum